# Maleise blauwstaartpitta
De Maleise blauwstaartpitta (Hydrornis irena ook wel Pitta guajana irena, een vogelsoort uit de familie van pitta's (Pittidae).

## Kenmerken
De Maleise blauwstaartpitta is ongeveer 20 cm lang. Deze pitta lijkt erg op de blauwstaartpitta van Java en Bali, maar De Maleise blauwstaartpitta heeft eerder een oranje dan gele wenkbrauwstreep. Op de borst is een bandering bleek, oranjegelig  (vooral naar de zijkant toe meer oranje), afgewisseld met donkerblauw (vooral naar het midden toe meer blauw).

## Leefwijze
Hoewel de dieren kunnen vliegen, geven ze er doorgaans de voorkeur aan om op de grond te blijven. Hun voedsel vinden ze op bosbodem en bestaat uit ongewervelde dieren zoals insecten (vooral mieren en kakkerlakken) en slakken maar ook wel kleine hagedissen.

## Verspreiding en leefgebied
De Maleise blauwstaartpitta komt voor op het schiereiland Malakka en Sumatra. Het leefgebied bestaat uit oud, primair regenbos maar ook secondair bos, vaak op rotsige kalkhellingen in middengebergte tot op een hoogte van 1500 m boven de zeespiegel.

## Taxonomie
De Maleise blauwstaartpitta maakt deel uit van een complex van drie soorten. Deze soort komt alleen voor op het schiereiland Malakka en Sumatra en werd vroeger beschouwd als de ondersoort Pitta guajana irena. De soort die voorkomt op Borneo was dan de ondersoort Pitta guajana schwaneri en de soort die op Java en bali  voorkomt is dan Pitta guajana guajana (de nominaat). De IUCN en BirdLife International erkennen sinds 2012 de opsplitsing drie soorten.

## Status
Er is aanleiding te veronderstellen dat de soort bedreigd wordt door ontbossing. Plaatselijk is de soort zeer zeldzaam, maar er zijn ook plaatsen waar de blauwstaartpitta nog min of meer algemeen is. De grootte van de populatie is niet gekwantificeerd en nader onderzoek is vereist. Daarom staat de Maleise blauwstaartpitta als gevoelig op de Rode Lijst van de IUCN.